# Lê Công Nhường
Lê Công Nhường (sinh ngày 2 tháng 6 năm 1963) là một chính trị gia người Việt Nam. Ông hiện là đại biểu Quốc hội Việt Nam khóa XIV nhiệm kì 2016-2021, thuộc đoàn đại biểu quốc hội tỉnh Bình Định, Giám đốc Sở Khoa học và Công nghệ tỉnh Bình Định, Ủy viên Ủy ban Khoa học, Công nghệ và Môi trường của Quốc hội. Ông lần đầu trúng cử đại biểu Quốc hội năm 2016 ở đơn vị bầu cử số 1, tỉnh Bình Định gồm có thành phố Quy Nhơn và các huyện Tuy Phước, Vân Canh, Tây Sơn, Vĩnh Thạnh.

## Xuất thân
Lê Công Nhường sinh ngày 2 tháng 6 năm 1963 quê quán ở xã Nhơn Phong, thị xã An Nhơn, tỉnh Bình Định. 
Ông hiện cư trú ở số 31 đường Tăng Bạt Hổ, tổ 23, khu vực 5, phường Lê Lợi, thành phố Quy Nhơn, tỉnh Bình Định.

## Giáo dục
- Giáo dục phổ thông: 12/12
- Đại học Y Dược Thành phố Hồ Chí Minh
- Thạc sĩ Quản lý kinh tế và nhà nước
- Tiến sĩ Dược học
- Cao cấp lí luận chính trị

## Sự nghiệp
Ông gia nhập Đảng Cộng sản Việt Nam vào ngày 8/9/1996.
Ông từng là đại biểu hội đồng nhân dân tỉnh Bình Định nhiệm kỳ 2011-2016.
Khi lần đầu ứng cử đại biểu Quốc hội Việt Nam khóa XIV vào tháng 5 năm 2016 ông đang là Tỉnh ủy viên, Bí thư Đảng ủy, Giám đốc Sở Khoa học và Công nghệ tỉnh Bình Định, làm việc ở Sở Khoa học và Công nghệ tỉnh Bình Định.
Ông đã trúng cử đại biểu Quốc hội năm 2016 ở đơn vị bầu cử số 1, tỉnh Bình Định gồm có thành phố Quy Nhơn và các huyện Tuy Phước, Vân Canh, Tây Sơn, Vĩnh Thạnh, được 336.423 phiếu, đạt tỷ lệ 66,31% số phiếu hợp lệ.
Ông hiện là Tỉnh ủy viên, Giám đốc Sở Khoa học và Công nghệ tỉnh Bình Định, Ủy viên Ủy ban Khoa học, Công nghệ và Môi trường của Quốc hội.
Ông đang làm việc ở Sở Khoa học và Công nghệ tỉnh Bình Định.